# F4U (漫画家)
F4U（えふよんゆう、1981年2月 - ）は、日本の漫画家。『コミックメガストア』（コアマガジン）及び『ウルトラジャンプエッグ』（集英社）を主な発表の場としている。

## 作風
全体的に丸がかったディフォルメの強い画風を主とし、意図的に絵を崩したり極端に強いパースを用いることで、非常に躍動感のある画作りを得意とする。
また、一般向け・成人向けを問わず、唐突に個性的かつハイテンションなテキストが入った大ゴマを挿入する傾向が強い。

## 作品リスト

### 一般向け漫画
- 『文化部をいくつか』 2009年2月19日発売[1]、ウルトラジャンプエッグ連載、〈ヤングジャンプコミックスウルトラ〉、ISBN 978-4-08877-608-8、全1巻
- 『怪獣のテイル』 ウルトラジャンプエッグ→集英社『ウルトラジャンプ』連載、〈ヤングジャンプコミックスウルトラ〉、全3巻
  1. 2010年5月19日発売[2]、ISBN 978-4-08877-869-3
  2. 2011年4月19日発売[3]、ISBN 978-4-08879-139-5
  3. 2012年2月17日発売[4]、ISBN 978-4-08879-277-4
- 『くろまん』 ウルトラジャンプエッグ→ウルトラジャンプWebサイト連載、未単行本
- 「ひなと大家さん」 ウルトラジャンプ掲載、アンソロジー『パパのいうことを聞きなさい! 〜小鳥遊の陽だまり〜』に収録

### 成人向け漫画
- 『今夜のシコルスキー』 2009年1月24日発売[5]、コアマガジン〈メガストアコミックス205〉、ISBN 978-4-86252-546-8
  - コミックメガストア掲載の作品集
- 『好奇心はネコをもアレする』[6] 2014年10月20日発売[7]、ワニマガジン社〈ワニマガジンコミックススペシャル〉、ISBN 978-4-86269-331-0
  - COMIC X-EROS掲載の作品集
- 『修学旅行99日目』[8] 2016年12月20日発売[9]、ワニマガジン社〈ワニマガジンコミックススペシャル〉、ISBN 978-4-86269-466-9
  - COMIC快楽天掲載の作品集
- 『異世界はこう抜く』[10] 2022年11月16日発売[11]、ワニマガジン社〈ワニマガジンコミックススペシャル〉、ISBN 978-4-86269-879-7